# Leukemia (revue)
Leukemia est une revue médicale revue par les pairs publiée par le Nature Publishing Group. Elle a été fondée en 1987 par Nicole Muller-Bérat Killman et Sven-Aage Killman ; les rédacteurs en chef en sont Andreas Hochhaus et Robert Peter Gale. Le journal aborde tous les sujets de la recherche sur la leucémie.

## Résumés et indexation
Les résumés des publications dans Leukemia sont indexés et présentés par :
- Elsevier Biobase/Current awareness in Biological Sciences (en) ;
- BIOSIS Previews (en) ;
- Cambridge Scientific Abstracts (en) ;
- Current Contents ;
- Embase/Excerpta Medica ;
- MEDLINE/Index Medicus ;
- Science Citation Index.

Selon les Journal Citation Reports, la revue atteignait en 2014 un facteur d'impact de 10,431, la classant troisième parmi  68 journaux dans la catégorie Hématologie et 9e parmi 202 journaux dans la catégorie Oncologie. La revue a été accusée dans les années 1990 d'incitation coercitive à l'auto-citation.